# Kővári Péter (televíziós szerkesztő)
Kővári Péter (Budapest, 1942. november 10. – Budapest, 2015. január 29.) televíziós szerkesztő, alelnök, művelődési és tudományos főszerkesztő. 1999-től a Duna Televízióban Kővári Péter János néven jegyezte a munkáit.

## Élete
Állatorvosnak készült, de érdekelte az újságírás is. A Színház- és Filmművészeti Egyetemen mozgóképelméletből diplomázott. 1967-től 1972-ig a Delta (műsor) Tudományos Híradó munkatársa, majd segédszerkesztője lett.
A Magyar Televízió archívumában több mint ezer műsorban szerepel közreműködőként a neve. 1972-től önálló szerkesztő, majd szerkesztőségvezető a Sylvester András által vezetett Közművelődési főszerkesztőségen.
Itt készült műsorai: a Megmérettünk és nehéznek találtattunk című táplálkozástudományi és életmód-kritikai sorozat, a Tévé szabadegyeteme, a Gólyavári Esték sorozatból a Gondolkodás évszázadai és különböző ismeretterjesztő és tudományos sorozatok. (Pl: Szentágothai János anatómiai előadásai, majd Hámori Józseffel elkészített agykutatási sorozat, Czeizel Endre genetikai előadásai – Születésünk titkai, Ki viszi át a szerelmet stb.)
1985-ben a Magyar Televízió Közművelődési Főszerkesztőségének vezetője lett. 2000-ben került a Duna TV-hez, ahol nyugdíjazásáig, 2011-ig dolgozott tudományos főszerkesztőként. A Duna tv-ben megjelenő összes tudományos, oktatási és gyermekműsornak volt a gazdája. 1999-től a Duna tv-ben Kővári Péter Jánosként jegyezte munkáit, utalva mindkét, Jánosnak keresztelt nagyapja emlékére.
Kővári Péter a Pannon Egyetem címzetes docense volt.

## Szakmai díjak és kitüntetések
- Kiváló Népművelő (1984)
- Bugát Pál-díj (1987)
- Munka Érdemrend (1989)
- Magyar Tudományos Akadémia sajtódíja (1990)
- Magyar Köztársaság érdemkereszt (1991)
- MÚOSZ-életműdíj (2005)

## Oktató tevékenységei
- A budapesti Eötvös Loránd Tudományegyetem Bölcsészettudományi Karának, Könyvtártudományi tanszékén speciális kollégiumot vezetett
- "A tudományközvetítő médiumok szerepe a televíziózásban" címmel (1986/87).
- A Balaton Akadémián „mozgókép- és kommunikációelmélet” címmel óraadó tanárként tanított (1988/89).
- A veszprémi Pannon Egyetem Alkalmazott Gazdaság Tanszéken „Televíziós műsorszervezés” és „Televíziós műsorszerkesztés” tárgyakban tartott szakirányú képzést.

Fesztiváldíjat kapott különböző televíziós produkciókért (1969–1994)

## Szakmai közéleti tevékenysége
Alapítója és elnökségi tagja a Tudományos Újságírók Klubjának; választmányi tagja a Televíziós Művészek Társaságának.